# Бесконечная группа
Бесконечная группа — группа с бесконечным числом элементов, в противоположность конечным группам.
Первое исследование бесконечных групп восходит к Жордану (1870).

## Топологические группы
Бесконечные группы часто предполагаются топологическими — то есть снабжёнными топологией, согласованной с операциями умножения и взятия обратного элемента. В таком случае можно выделить два противоположных подкласса групп — дискретные группы и связные группы. Примером дискретной бесконечной группы является бесконечная циклическая группа {\displaystyle \mathbb {Z} } с естественной, то есть дискретной, топологией. Примером связной бесконечной группы является {\displaystyle \mathbb {R} ^{n}} ({\displaystyle \mathbb {C} ^{n}}) — конечномерное векторное пространство на вещественными (или комплексными) числами.
При этом «дискретная часть» топологической группы — то есть группа её компонент связности — является дискретной (не обязательно бесконечной) группой, в то время как её «непрерывная часть» — компонента связности единицы группы — является связной (и также не обязательно бесконечной) группой. Сама группа не полностью определяется «дискретной» и «непрерывной» компонентами, а именно не обязательно является их прямым произведением. Например, группа рациональных чисел вполне несвязна, а потому её «непрерывная часть» тривиальна, но группа не изоморфна своей «дискретной части» — счётна, но не дискретна. Аналогичным свойством обладает любая проконечная группа.

## Группы Ли
Часто используемый класс бесконечных топологических групп — это группы Ли размерности больше 0. Нестрого говоря, это группы, локально выглядящие как конечномерное вещественное (или комплексное) векторное пространство (размерности больше 0). Строгое определение использует понятие гладкого или алгебраического многообразия: на группе должна быть введена структура такого многообразия, так что операции умножения и взятия обратного элемента согласованы с этой структурой.
Примеры групп Ли (и гладких, и алгебраических одновременно) — это общая линейная группа {\displaystyle GL_{n}(\mathbb {R} )}, то есть группа вещественных матриц {\displaystyle n} на {\displaystyle n} с ненулевым определителем, и её подгруппа специальная ортогональная группа {\displaystyle SO_{n}(\mathbb {R} )}, состоящая из ортогональных матриц с определителем 1.
При этом «дискретная часть» группы Ли (группа её компонент связности), обязательно конечна, в то время как «непрерывная часть» (компонента связности единицы) группы Ли размерности больше 0, напротив, бесконечна. Тем не менее, группа Ли не обязательно является их полупрямым произведением.

## С физической точки зрения
Элементы многих бесконечных групп, встречающихся в физике, нумеруются вещественными параметрами, изменяющимися непрерывно. Каждый элемент g n-параметрической бесконечной группы можно записать в виде: {\displaystyle g(x_{1},x_{2},x_{3},...,x_{n})}, где
{\displaystyle x_{1},x_{2},x_{3},...,x_{n}} — n вещественных чисел. Для бесконечной группы отсутствует таблица Кэли. Если {\displaystyle g(x)g(y)=g(z)}, то n параметров {\displaystyle z_{1},z_{2},z_{3},...,z_{n}} являются функциями от параметров {\displaystyle x_{1},x_{2},x_{3},...,x_{n},y_{1},y_{2},y_{3},...,y_{n},}. Таким образом, аналогом таблицы Кэли для бесконечной группы является набор из n вещественных функций, каждая из которых зависит от 2n вещественных переменных {\displaystyle z=f(x,y)}. Элементы бесконечной группы должны удовлетворять четырём обычным условиям принадлежности к группе:
1. Произведение {\displaystyle g(x)g(y)} любых двух элементов группы должно быть элементом группы.
2. Умножение элементов ассоциативно: {\displaystyle [g(x)g(y)]g(z)=g(x)[g(y)g(z)]}.
3. Имеется единичный элемент группы g(1), так что для всех g(x) выполняется {\displaystyle g(1)g(x)=g(x)g(1)=g(x)}
4. Каждый элемент имеет единственный обратный, те для каждого g(x) имеется единственный элемент группы {\displaystyle g(x_{-1})}, такой что {\displaystyle g(x)g(x_{-1})=g(x_{-1})g(x)=g(1)}.

Из требования (2), выраженного через функции f(x, y), следует, что равенство {\displaystyle f(f(x,y),z)=f(x,f(y,z))} выполняется для всех x, y, z.
Например, преобразования Лоренца образуют бесконечную группу. Элементы этой группы нумеруются вещественным параметром — скоростью инерциальной системы отсчёта. Произведение двух преобразований Лоренца с параметрами {\displaystyle u_{1}} и {\displaystyle u_{2}} есть преобразование Лоренца с параметром {\displaystyle u={\frac {u_{1}+u_{2}}{1+{\frac {u_{1}u_{2}}{c^{2}}}}}} — релятивистский закон сложения скоростей.
Вращения твёрдого тела вокруг всевозможных осей, проходящих через некоторую фиксированную точку, образуют бесконечную группу вращений. Элементы этой группы {\displaystyle C_{k}\left(\varphi \right)} нумеруются набором вещественных чисел — углами Эйлера.